# Związek Polaków w Kazachstanie
Związek Polaków w Kazachstanie – stowarzyszenie Polaków w Kazachstanie założone w 1997. 

## Historia
Pierwsze polskie organizacje w Kazachstanie powstały w wyniku pierestrojki na terenie Związku Radzieckiego. Założycielem Związku Polaków w Kazachstanie oraz jego pierwszym przewodniczącym był Franc Bogusławski. Organizacja została zarejestrowana w 1997. Później funkcję prezesa pełnił m.in. Witali Swiencicki. 
Do Związku Polaków w Kazachstanie przyłączyło się 13 obwodowych organizacji, stowarzyszeń, 2 filii oraz kilkanaście ośrodków polonijnych. Obecnie w Radzie Koordynacyjnej związku działa 9 stowarzyszeń z różnych regionów kraju, wśród nich m.in. „Orszak Polonijny”, Centrum Kultury Polskiej „Więź”, Stowarzyszenie Polaków Obwodu Pawłodarskiego „Polonia”. Związek Polaków w Kazachstanie reprezentuje interesy ludności polskiej mieszkającej w kraju, pracuje  nad rozwojem kultury polskiej, troszczy się o nauczanie języka polskiego. W 2022 roku współpracę ze związkiem nawiązało Muzeum Pamięci Sybiru w Białymstoku, 
W 2019 na nową prezeskę Związku Polaków w Kazachstanie została wybrana Katarzyna Ostrowska. Pięć lat później uzyskała reelekcję na to stanowisko. 